# АЭС Прейри-Айленд
АЭС Прейри-Айленд (англ. Prairie Island Nuclear Power Plant) — действующая атомная электростанция на севере США.
Станция расположена в пойме реки Миссисипи близ городка Ред-Уинг в округе Гудхью штата Миннесота.

## Информация об энергоблоках
| Энергоблок      | Тип реакторов          | Мощность | Мощность | Начало строительства | Физпуск    | Подключение к сети | Ввод в эксплуатацию | Закрытие |
| Энергоблок      | Тип реакторов          | Чистый   | Брутто   | Начало строительства | Физпуск    | Подключение к сети | Ввод в эксплуатацию | Закрытие |
| --------------- | ---------------------- | -------- | -------- | -------------------- | ---------- | ------------------ | ------------------- | -------- |
| Прейри-Айленд-1 | PWR, W (2-loop) DRYAMB | 522 МВт  | 566 МВт  | 25.06.1968           | 01.12.1973 | 04.12.1973         | 16.12.1973          | —        |
| Прейри-Айленд-2 | PWR, W (2-loop) DRYAMB | 518 МВт  | 560 МВт  | 25.06.1969           | 17.12.1974 | 21.12.1974         | 21.12.1974          | —        |